# Equifax
Equifax ist ein 1899 gegründetes US-amerikanisches Finanzdienstleistungsunternehmen mit Hauptsitz in Atlanta im Bundesstaat Georgia. Das Unternehmen ist vor Experian und TransUnion die größte Wirtschaftsauskunftei der Vereinigten Staaten von Amerika. Die Tochtergesellschaft TALX Corporation bietet Steuer- und Verifizierungsdienstleistungen für Unternehmen an.

## Geschichte
Das Unternehmen wurde 1899 als Retail Credit Company, Inc. gegründet. 1975 benannte sich das Unternehmen in Equifax um.
2001 übernahm GeoTrust das SSL-Zertifizierungsgeschäft von Equifax. Das Equifax Root Zertifikat, welches noch bis 22. August 2018 gültig gewesen wäre, wurde am 14. September 2017 durch die Zertifizierungsstelle widerrufen. 

### Datendiebstahl 2017
Anfang September 2017 wurde bekannt, dass Hacker sich von Mai bis zum Zeitpunkt der Entdeckung des Datendiebstahls am 29. Juli 2017 unrechtmäßigen Zugriff auf die Daten von bis zu 143 Millionen Kunden in den USA, Kanada und im Vereinigten Königreich verschafft hatten. Sie erlangten dabei Zugriff auf Sozialversicherungsnummern, Geburtsdaten, Adressen, Führerscheinnummern, 290.000 Kreditkartennummern, und andere Daten.
Der Hack könnte der bis dato größte Diebstahl von Sozialversicherungsnummern sein. Er erfolgte über eine durch mangelhafte Programmierung entstandene Sicherheitslücke in einer Anwendungssoftware, die in den Internetauftritt des Konzerns eingebunden war.
Gegen drei leitende Mitarbeiter wird ermittelt, weil sie Unternehmensanteile im Wert von 1,8 Millionen Dollar verkauft hatten, nachdem der Hack entdeckt, aber bevor die Öffentlichkeit informiert worden war. Diese drei leitenden Mitarbeiter, darunter der Chief Financial Officer, hätten nach Unternehmensangaben von Equifax beim Verkauf ihrer Anteile, Tage nachdem das Unternehmen informiert worden war, jedoch noch nichts von dem Hack gewusst. Equifax’ Chief Security Officer (CSO) Susan Mauldin trat gemeinsam mit dem Chief Information Officer David Webb am 15. September zurück.
Die von Equifax gestohlenen Daten wurden unter anderem im Zuge der COVID-19-Pandemie von Kriminellen benutzt, um sich erfolgreich als bedürftige US-Bürger auszugeben und sich so Arbeitslosenhilfen zu erschleichen. Zu unrecht ausgezahlte Hilfen während der Pandemie wurden Anfang 2022 von US-Behörden auf mindestens 163 Milliarden US-Dollar beziffert.